# Президентский дворец (Анкара)
Президентский дворец (тур. Cumhurbaşkanlığı Sarayı, также Белый дворец — тур. Ak Saray) — официальная резиденция президента Турции, расположенная в столице Турции — Анкаре. По оценкам, размер дворца превосходит Белый дом в Вашингтоне в 50 раз, Кремль в Москве, Букингемский дворец в Лондоне, и даже Версальский дворец под Парижем в три раза, а некоторые критики сравнивают здание с Домом парламента времён Чаушеску в Бухаресте. Само строительство было осуждено экологами и оппозицией в качестве доказательства авторитарных тенденций Эрдогана, в то время как его сторонники утверждают, что дворец является символом того, что они называют стремлением к «новой Турции».

## История и строительство
Первоначально предполагалось, что во дворце будет располагаться канцелярия премьер-министра Турции и его строительство началось в 2011 году. Автором проекта стал известный турецкий архитектор Шефик Биркийе, проживающий в Брюсселе. После того, как действующий премьер Реджеп Тайип Эрдоган выиграл президентские выборы 2014 года, 2 сентября он объявил о том, что здание будет использоваться в качестве официальной резиденции президента. Здание было построено в районе Бештепе в Лесном хозяйстве Ататюрка, созданном Мустафой Кемалем Ататюрком в 1925 году, а в 1937 году передавшим ферму государству. В 1992 году хозяйству была присвоена первая степень защищенной зоны, означающая запрет на любое строительство на данной территории. 4 марта 2014 года административный суд Анкары постановил приостановить строительство дворца. 13 марта это решение было поддержано Государственным советом по рекомендации Палаты архитекторов Турции. Эрдоган проигнорировал данное решение, сказав, что «пусть они его снесут, если смогут. Они приказали приостановить, но они не смогут остановить строительство этого здания, которое я буду открывать. Я буду находиться в нём и использовать его». Между тем, единственным органом, обладающим полномочиями прекратить строительство является местный муниципалитет Анкары, который не выразил никаких возражений, и следовательно для строительства не было никаких законных препятствий. Между тем, для расчистки места для дворца были срублены сотни деревьев. В то же время министр финансов Мехмет Шимшек заявлял, что в общей сложности из бюджета на строительство было выделено 615 миллионов долларов США, 432 млн были использованы на тот момент, а оставшиеся средства в 135 млн долларов включены в бюджет 2015 года. Помимо этого, из бюджета Эрдогану по специальным требованиям купили самолёт «Airbus A330-200» за 185 млн, а также запланирован ремонт дворца Хубер в Стамбуле и гостевого дома на побережье Эгейского моря. В связи со всем этим, лидер оппозиционной Республиканской народной партии Кемаль Кылычдароглу сказал, что «так называемый султан построил всё это для себя в стране, где три миллиона людей остаются без работы. Вы уничтожили сотни деревьев, чтобы построить себе этот дворец».

## Открытие и использование
Дворец был открыт 29 октября 2014 года в День Республики в присутствии президента Эрдогана, его жены Эмине и официальных лиц. В этот день планировалось проведение приема по случаю инаугурации, однако из-за аварии на шахте в иле Караман торжество было отменено. С этого момента в распоряжение премьер-министра Ахмета Давутоглу перешёл дворец Чанкая

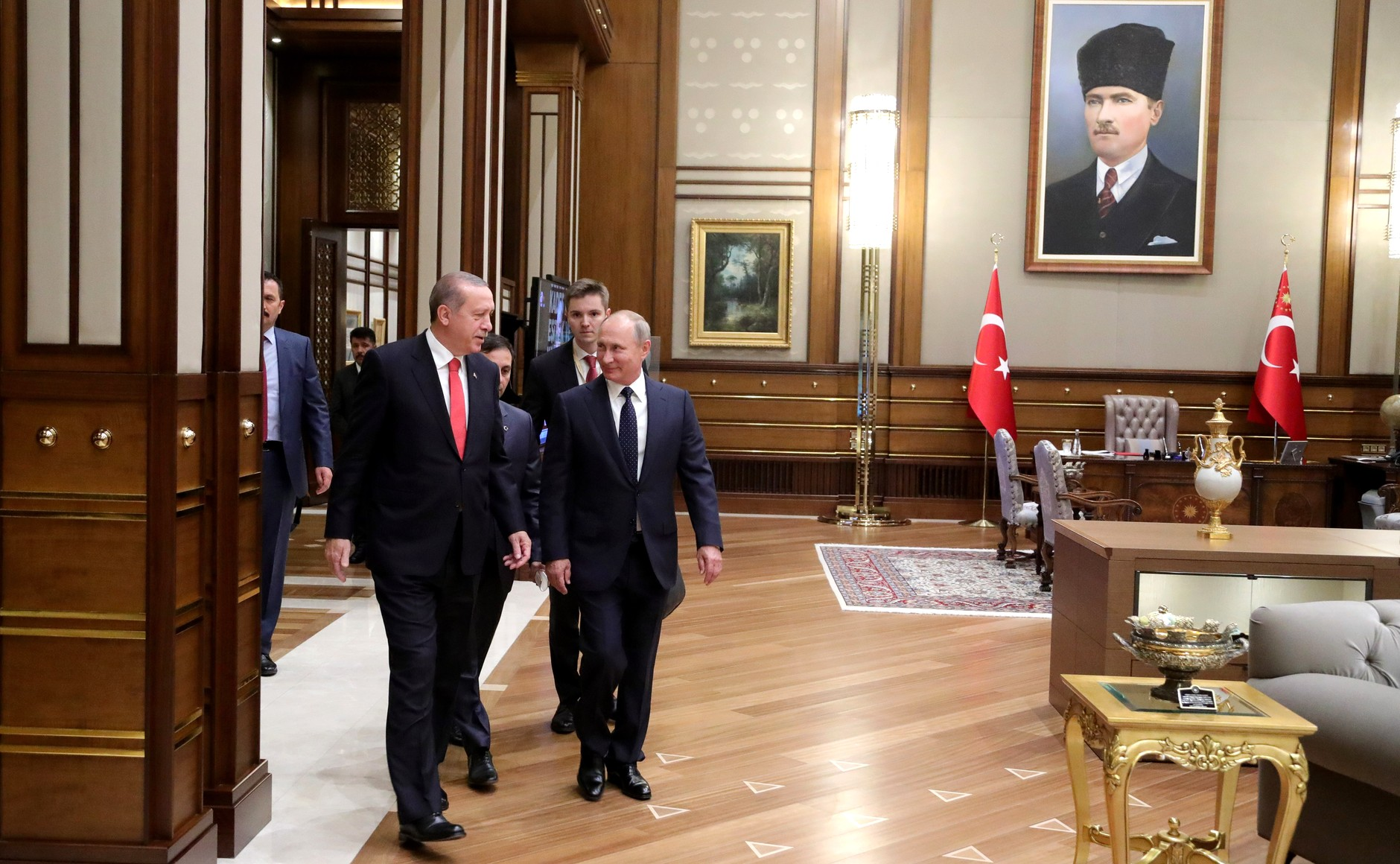
Рабочий кабинет президента Эрдогана.

Первым посетителем дворца стал Папа Римский Франциск, за свой трёхдневный визит (с 28 по 30 ноября) посетивший Анкару и Стамбул, и встретившийся с Эрдоганом. Вторым — президент России Владимир Путин, приехавший 1 декабря с государственным визитом для переговоров с Эрдоганом.

## Архитектура и интерьер
Дворец расположен на территории в 91 тысячe квадратных метров (22,5 акров) Лесного хозяйства Ататюрка на вершине холма к западу от Анкары. Комплекс площадью 300 000 квадратных метров состоит из главного здания и двух вспомогательных зданий, с колоннами и покрытых плоскими крышами, из 1000 комнат с коридорами, облицованными зелёным мрамором и бордовым гранитом, которые будут использоваться для встреч с главами государств и высокопоставленными должностными лицами. Центральное здание из трёх этажей, вдохновлённое смесью модернистской, сельджукской и османской архитектур, оснащено новейшими системами безопасности, включая бункеры, способные выдержать биологическую, химическую и ядерную атаки, систему туннелей, комнаты с высокотехнологичными средствами защиты от кибератак и шпионажа, «глухие» номера без электрических розеток, специальные комнаты на случай войны, а также дополнительные гостевые дома,  туалеты со стенами с штукатуркой из шелкового волокна, ботанические сады, парк, конгресс-центр.